# Мараві
Мараві, офіційно відоме як ісламське місто Мараві (маранао: Inged a Marawi; тагальська: Islamikong Lungsod ng Marawi), є містом 4-го класу та столицею провінції Ланао-дель-Сур, Філіппіни. За даними перепису 2020 року, населення становить 207 010 осіб.
23 травня 2017 року місто зазнало значних руйнувань під час битви за Мараві, коли бойовики, пов'язані з Ісламською державою Іраку та Леванту, вторглися в місто та почали масову перестрілку в місті. Наступна битва тривала до 23 жовтня 2017 року, коли міністр оборони Дельфін Лоренцана оголосив про закінчення битви. Основних збитків місту завдали авіаудари філіппінських ВПС, які намагалися знищити бойовиків.

## Історія
Місто засноване в 1639 році. Було центром султанату. Через 100 років приєднане до Іспанських Філіппін.
23 травня 2017 року бойовиками угруповання «Маут» (пов'язані із ІДІЛ) було захоплено кілька головних державних установ, у тому числі міськраду. Над міськрадою було вивішено прапор ІДІЛ. Після цього бойовики захопили управління поліції із зброєю і в'язницю, звідки випустили в'язнів. Серед в'язнів було чимало прихильників «Ісламської держави». Бойовики контролюють місто і встановили свої блок-пости. Президент Філіппін Родріго Дутерте того ж дня оголосив воєнний стан на острові Мінданао після захоплення міста (місто є адмінцентром провінції Південне Ланао). Сам Дутерте в цей час знаходився із візитом в Росії і вів переговори із Президентом Росії.

## Релігія

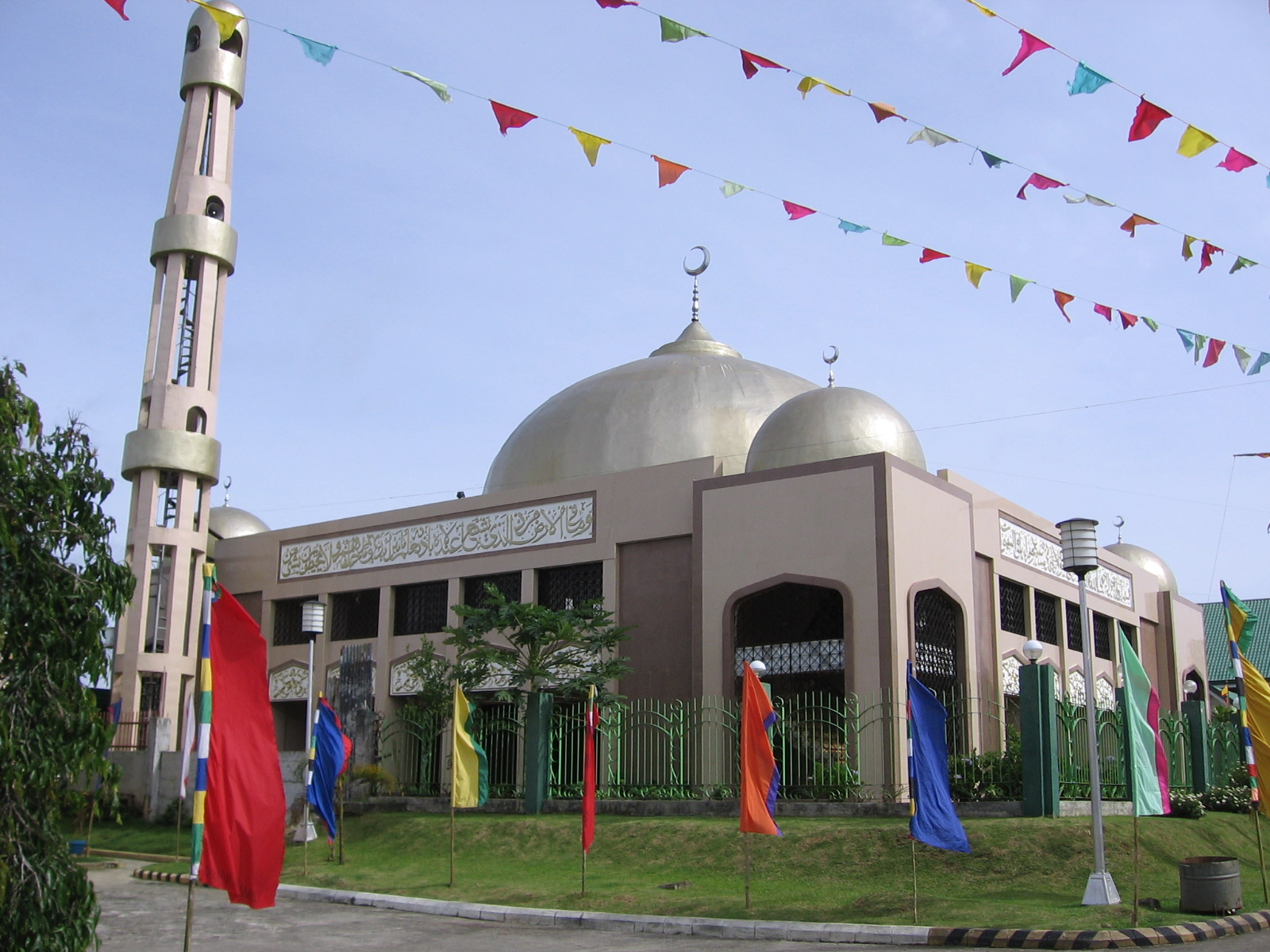
Мечеть

Мараві є переважно мусульманським містом, мусульмани складають 99,6% населення. Шаріатське кримінальне право існує, але без побиття камінням, ампутації, бичування чи інших покарань, які зазвичай пов’язані з шаріатом, оскільки вони суперечать законам Філіппін. Розповсюдження алкогольної продукції та азартні ігри заборонені, і жінки повинні покривати голову, хоча немусульмани звільняються від цього правила. Окрім законів шаріату в особистих справах, ці закони не застосовуються ніде в іншому регіоні Ланао-дель-Сур. 